# Screening

## En économie
En économie, le screening est une théorie fondée sur les travaux de l'économiste américain Joseph E. Stiglitz, publiés le 1er mars 1973 par la fondation de la recherche en économie Cowles.
Elle a comme objectif d'expliquer le processus qui permet d'obtenir l’information privée (information privilégiée) de la part d’un agent économique : celle-ci, avec les travaux en 1970 de George Akerlof sur l'asymétrie d'information entre l'agent (managers et dirigeants...) et le principal (actionnaires, actionnaires-salariés...) en outre, la théorie du  signal de Michael Spence en 1973 sont considérés comme la base de l’économie de l'information.

## En sciences
L'anglicisme screening est aussi employé pour désigner le criblage ou criblage à haut débit, méthode de test de molécules potentiellement intéressantes en biologie, biochimie, pharmacologie.